# Cristina Bes Ginesta
Cristina "Tina" Bes Ginesta (Girona, 21 de març de 1977) és una esquiadora catalana d'esquí alpí. Va començar a competir en esquí de muntanya el 1999. L'any següent ja va formar part de l'equip espanyol. El seu germà Jordi també es dedica a l'esquí alpí i a les curses de muntanya.
Va començar a competir en esquí alpí el 1999 i l'any següent formà part de l'equip espanyol. Fou quarta al Campionat d'Europa de curses d'equip (2003) fent parella amb Iolanda García Sáez i al Campionat del Món de Relleus (2010), juntament amb Mireia Miró i Gemma Arro. També ha aconseguit resultats destacables en diferents Campionats d'Europa i del Món de relleus i de curses d'equip, i en la prova internacional de la Patrouille des Glaciers (2008).

## Selecció de resultats
- 2001: 9a, Campionat europeu d'esquí de muntanya (amb Maria Eulàlia Gendrau Gallifa
- 2002: 3a, Campionat d'Espanya[3]
- 2004: 3a, a l'Open Internacional, San Carlos de Bariloche[4]
- 2010: 4a, a la cursa de relleus del Campionat del Món (juntament amb Mireia Miró i Varela i Gemma Arro Ribot)